# Zrkle
Zrkle (makedonska: Зркле) är en ort i Nordmakedonien. Den ligger i den centrala delen av landet, 40 kilometer sydväst om huvudstaden Skopje. Zrkle ligger 646 meter över havet och antalet invånare är 200.